# Faustino Fernández Álvarez
Faustino Fernández Álvarez (n. Mieres del Camino, Asturias, España; 1950 - f. Oviedo; 2014) fue un periodista español.
Fue director del diario La Voz de Asturias en dos etapas, la primera entre 1983 y 1986 y la segunda entre 1989 y 2001. Entre 1988 y 1989 colaboró con el diario de tirada nacional ABC realizando una entrevista semanal a destacadas personalidades de la vida española del momento. Colaboró también con El Independiente durante el período en que se publicaba semanalmente, y con la revista Tiempo.
En radio, colaboró como comentarista en Onda Cero y la Cadena Cope.
En televisión, presentó durante dos años en Televisión Española la tertulia Primera Plana, que contaba con la participación habitual de Emilio Romero, Santiago Carrillo, Carlos Luis Álvarez Cándido y otros analistas políticos nacionales.

## Galardones
- En 1996 fue galardonado con el premio Luca de Tena.
- En 1999, con el Asturias de Periodismo.
- En 2003, recibió el Premio Nacional de Periodismo Gastronómico Álvaro Cunqueiro, por el artículo ¿Viajero en Galicia?[2]

## Obras
- Asturianos de hoy (1972)
- Agonía y muerte de Franco (1975)
- Carta abierta (1977)
- Crónica de Asturias (1979)
- Cien asturianos y Asturias (1989), entre otros.